# Bandad solabborre
Bandad solabborre (Enneacanthus obesus) är en art i familjen solabborrfiskar som lever i östra USA.

## Utseende
Den bandade solabborren har en hög kropp som är kraftigt ihoptryckt från sidorna. Kroppen är olivgrön med metalliskt glänsande purpurfärgade, gröna och gula fläckar. Gällocket har en stor, mörk fläck. Sidorna har också mörka tvärband. Rygg- och analfenorna är tydligt rundade, och munnen är uppåtriktad.
Fisken är en av de minsta solabborrarna; längden hos vuxna individer varierar mellan 4 och 7 cm, med 9,5 cm som maximum.

## Vanor
Arten är en sötvattensfisk som föredrar lugna vatten som kraftigt bevuxna sjöar och dammar, gärna med dy- eller sandbotten, samt i selvatten i bäckar och floder. Födan består framför allt av mygglarver, något som gör att den är en viktig faktor för att hålla nere myggpopulationen. Den tar även små kräftdjur och blötdjur samt småfisk.

### Fortplantning
Lektiden infaller mellan april och juli, under vilken båda könen utvecklar blå fläckar. Som hos andra solabborrar bygger hanen ett rede på bottnen, men till skillnad från vad som är brukligt hos andra medlemmar av familjen vaktar han inte äggen; dessa, som är pelagiska, sprids i vattnet och flyter fritt omkring.

## Utbredning
Den bandade solabborren finns i de kustnära staterna i östra och sydöstra USA, från Maine söderut till södra Florida, och därifrån västerut till Alabama. Den är hotad i många stater, allvarligast ("critically imperiled") i New York, Pennsylvania och Alabama.